# Ашеберг Микола Павлович
Барон Микола Павлович фон Ашеберг (28 травня 1846 — ?, після 1917) — російський воєначальник, генерал від інфантерії (1908).
Член Військової ради Російської імперії (1912—1917).

## Життєпис
Народився в Ольвіополі, заштатному місті Єлизаветградського повіту Херсонської губернії (нині — місто Первомайськ Миколаївської області).
Закінчив Олександрівський кадетський корпус (1863) і 2-ге військове Костянтинівське училище (1864).
Випущений підпоручником у 3-й гренадерський Перновський полк. 1866 року зведений у поручники за відзнаку.
У 1868 році переведений до лейбгвардії Гатчинського (згодом — лейбгвардії Єгерський) полку підпоручником гвардії, з 1869 року — поручник гвардії, командир роти.
З 11 грудня 1874 по 9 червня 1881 року — старший ад'ютант управління гвардійської стрілецької бригади. Учасник російсько-турецької війни 1877—1878 років.
З 9 червня 1881 по 27 січня 1892 року — старший ад'ютант штабу військ гвардії й Петербурзького військового округу.
З 27 січня 1892 по 14 серпня 1895 року — командир 88-го піхотного Петровського полку.
З 14 серпня 1895 по 16 березня 1900 року — командир лейбгвардії 2-го стрілецького батальйону.
З 16 березня 1900 по 8 липня 1906 року — начальник Петербурзької місцевої бригади.
З 8 липня 1906 по 26 серпня 1908 року — командир 18-го армійського корпусу.
З 26 серпня 1908 по 23 серпня 1912 року — помічник Головнокомандувача військами гвардії й Петербурзького військового округу.
З 23 серпня 1912 року — член Військової ради Російської імперії. У серпні — листопаді 1914 року обіймав посаду головного начальника Петербурзького військового округу.

## Нагороди
російські:
- Орден Святого Станіслава 3-го ст. (1870);
- Орден Святої Анни 3-го ст. (1873);
- Орден Святого Станіслава 2-го ст. (1876);
- Орден Святої Анни 2-го ст. з мечами (1878);
- Орден Святого Володимира 4-го ст. з мечами і бантом (1878);
- Золота зброя «За хоробрість» (ВП 02.01.1879);
- Орден Святого Володимира 3-го ст. (1884);
- Орден Святого Станіслава 1-го ст. (1898);
- Орден Святої Анни 1-го ст. (1906);
- Орден Святого Володимира 2-го ст. (1911);
- Орден Білого Орла (06.12.1913);
- Орден Святого Олександра Невського (17.02.1915);

іноземні:
- Хрест «За перехід через Дунай» (1878);
- Великий офіцер ордена Зірки Румунії (1896);
- Великий хрест ордена Франца Йосифа (1897);
- Командорський хрест ордена Почесного легіону (1897).

## Військові звання
- підпоручник (23.05.1864);
- поручник (26.12.1866);
- підпоручник гвардії (01.01.1868);
- поручник гвардії (20.04.1869);
- штабс-капітан (08.04.1873);
- капітан (30.08.1877);
- полковник (09.06.1881);
- генерал-майор (14.08.1895);
- генерал-лейтенант (01.01.1903);
- генерал від інфантерії (06.12.1908).